# トゥリアラ州
トゥリアラ州（トゥリアラしゅう、Toliara Province）は、マダガスカルの州。州都はトゥリアラ。
面積161,405 km²、人口2,229,550 人（2001年）。

## 隣接州
東をフィアナランツァ州、北をマジュンガ州、北東をアンタナナリボ州と接する。

## 地方行政区画
トゥリアラ州はアンドロイ、アヌシ、メナベ、アツィモ・アンドレファナの4地域圏に分かれ、さらに21の地区に分かれる。
- アンドロイ地域圏
  - 2. アンボンベ=アンドロイ
  - 5. ベキリ
  - 6. ベロハ
  - 21. ツィオンベ
- アヌシ地域圏
  - 1. Amboasary
  - 11. Betroka
  - 18. トラニャロ
- アツィモ・アンドレファナ地域圏
  - 3. Ampanihy
  - 4. Ankazoabo
  - 8. ベネニトラ
  - 9. ベロロハ
  - 10. Betioky
  - 15. モロンベ
  - 17. サカラハ
  - 19. トゥリアラ2
  - 20. トゥリアラ1
- メナベ地域圏
  - 7. Belon'i Tsiribihina
  - 12. マハボ
  - 13. マンジャ
  - 14. Miandrizavo
  - 16. モロンダバ